# Obědovice
Obec Obědovice (německy Obiedowitz) se nachází v okrese Hradec Králové, kraj Královéhradecký, asi 10 km východně od Chlumce nad Cidlinou. Žije zde 334 obyvatel.

## Znak a vlajka obce
Obědovický obecní znak se skládá ze dvou věží symbolizujících dvě tvrze, které kdysi v Obědovicích stály. Mezi tyto věže je umístěn symbol zlatého roštu, který připomíná patrona obce Obědovice, svatého Vavřince. Ten byl podle pověsti zaživa upálen na železném roštu. Ve spodní části znaku je symbol vodstva, které má být připomenutím rozsáhlých mokřin, které se rozkládaly v okolí Obědovic. Pozůstatkem této skutečnosti do dnešních dob jsou zachovalé chovné rybníky v okolí Obědovic (např. Třesický rybník, jeden z mála zachovaných velkých rybníků z bývalé rozsáhlé Chlumecké rybniční soustavy). Nevelký rybník je i na návsi a na severním okraji obce jsou tři vodní plochy vzniklé těžbou štěrkopísků, známé jako písníky u Obědovic.
Základními barevnými odstíny vlajky a znaku je červená, modrá a bílá, které odrážejí barvy národních symbolů.

## Historie
První písemná zmínka o obci pochází z roku 1386.
V mapových podkladech jsou Obědovice zaznamenány až v roce 1720 na Müllerově mapě Čech.

## Pamětihodnosti
- tvrziště na návsi
- socha sv. Vavřince

## Galerie

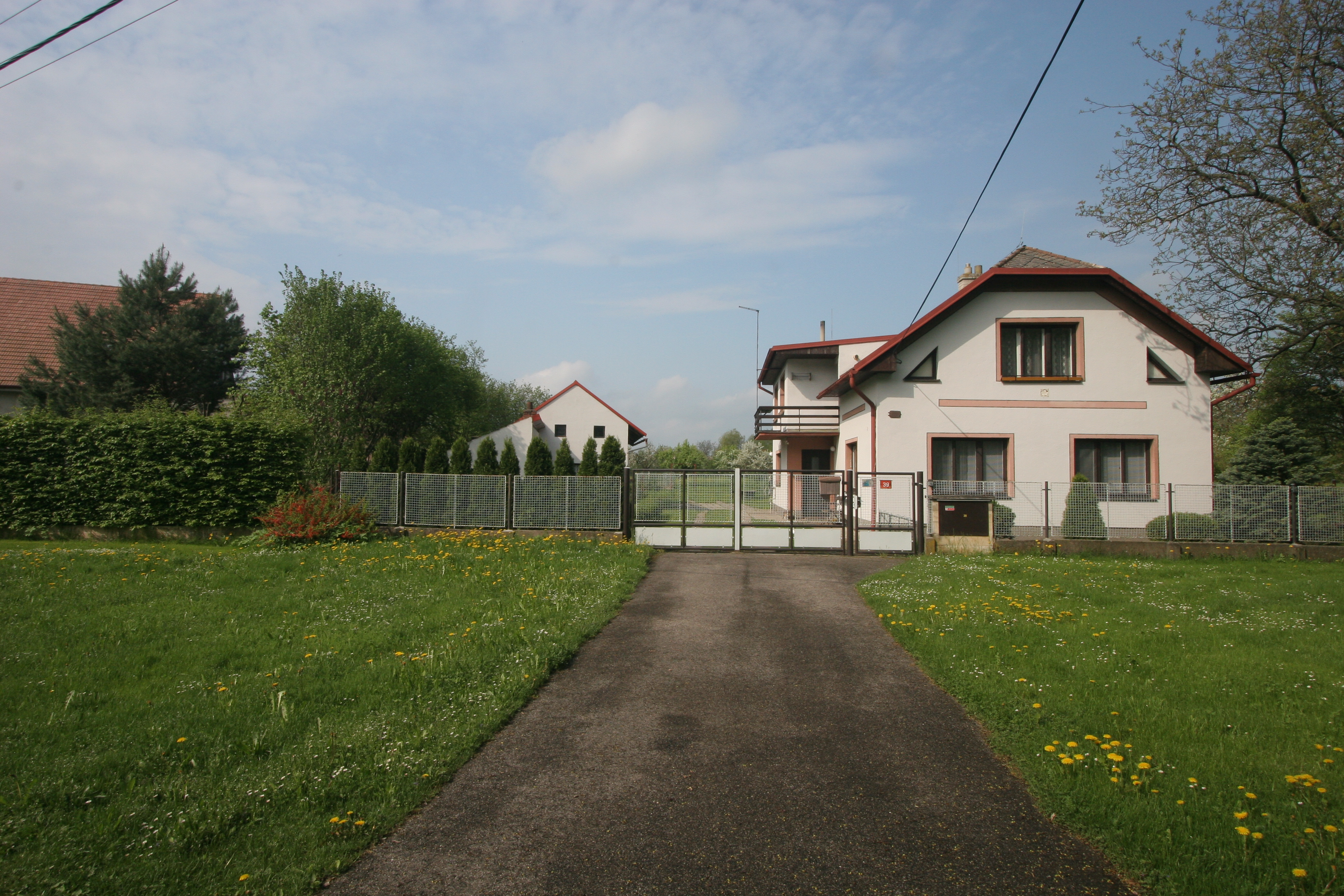
Stavení čp. 39
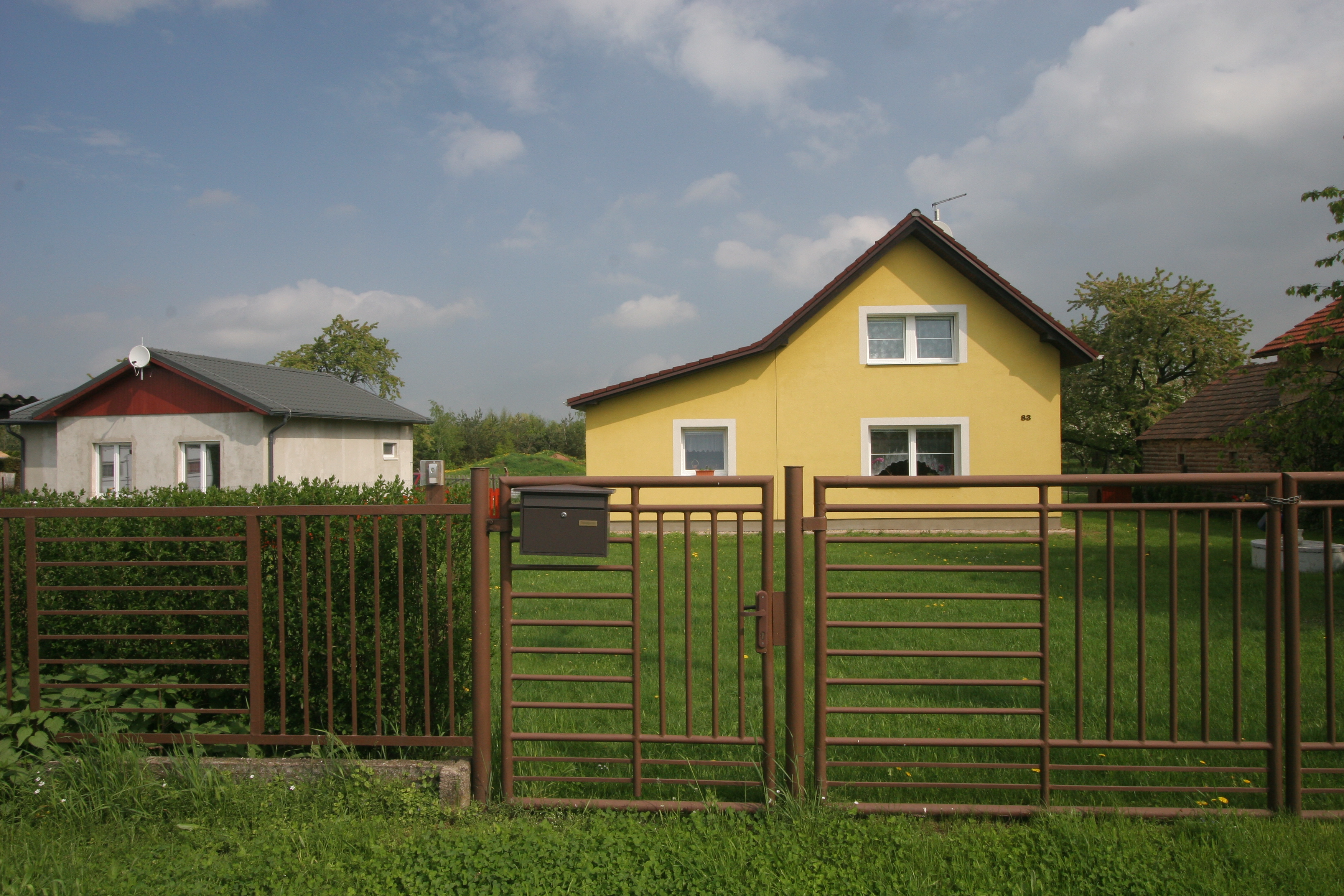
Stavení čp. 83
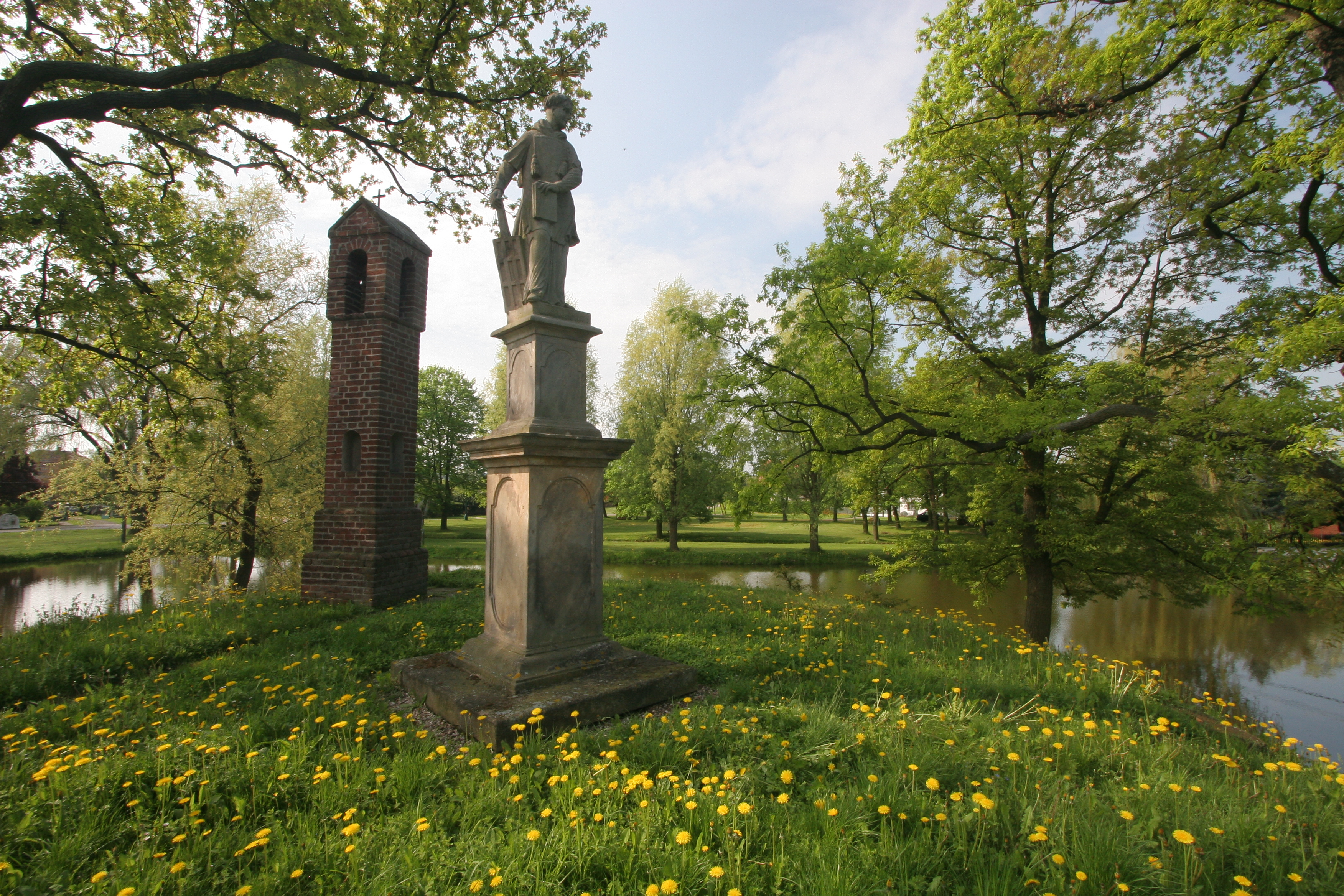
Socha sv. Vavřince
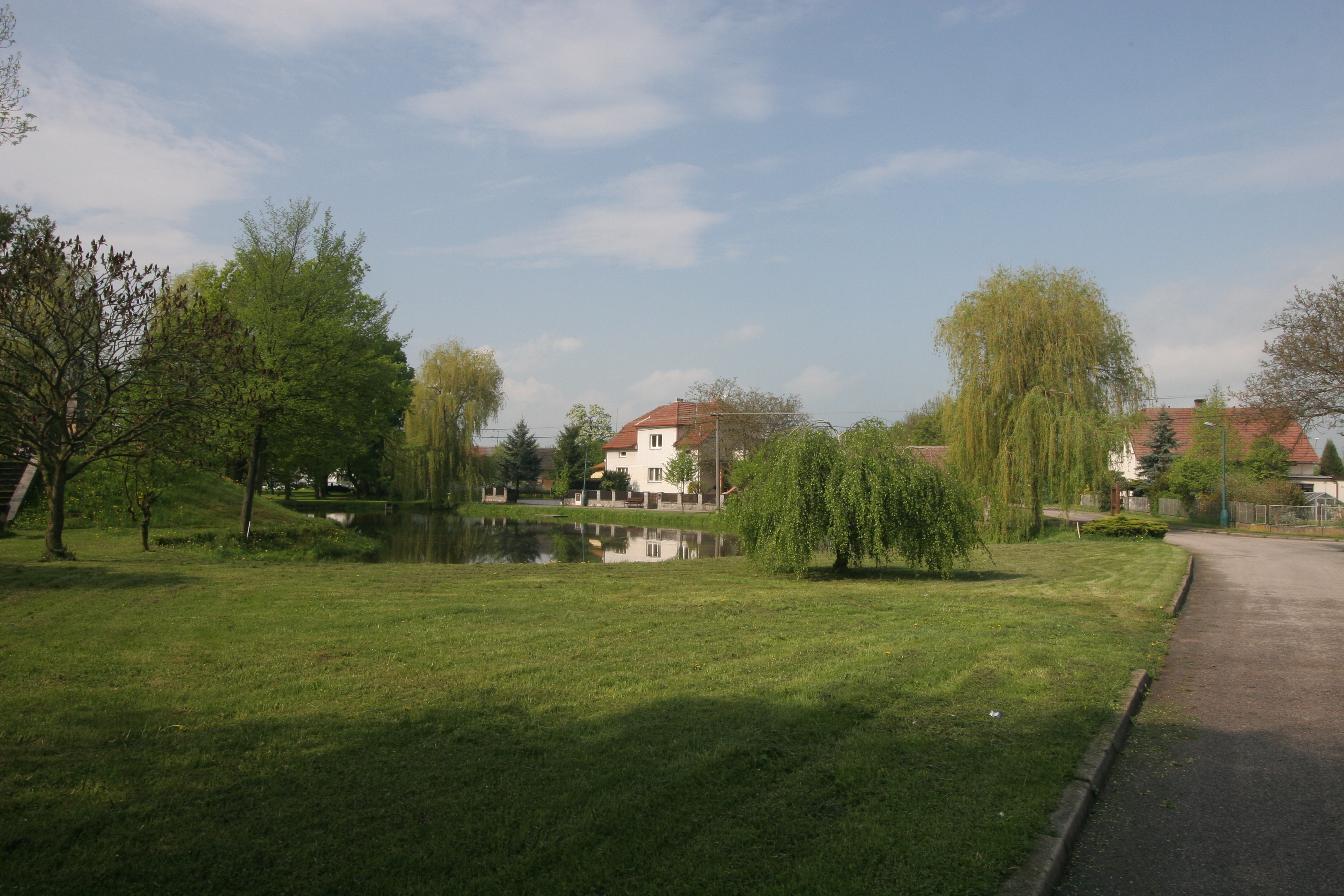
Náves – rybník
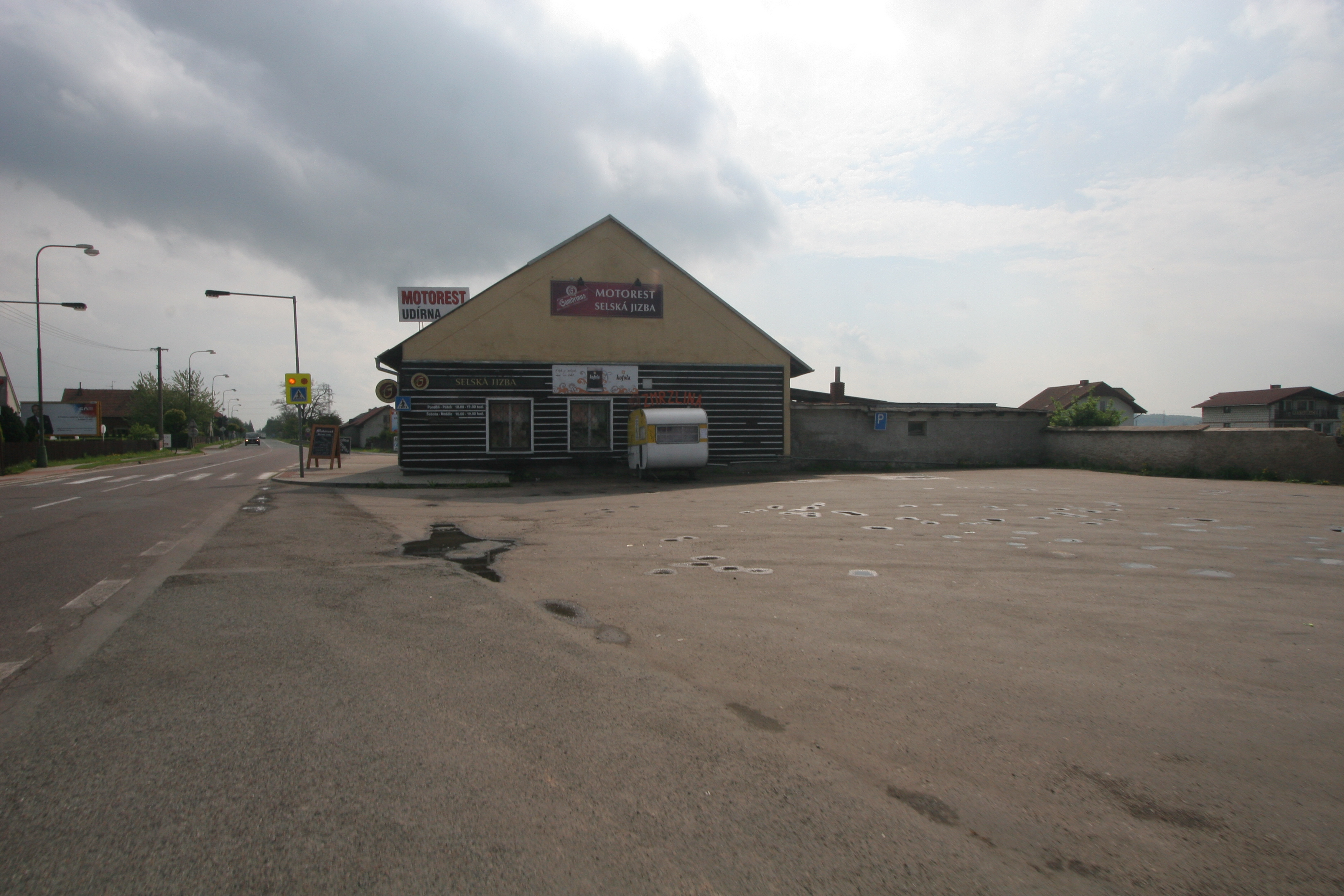
Motorest